# Knud Bruun-Rasmussen
Knud Bruun-Rasmussen, född 21 juli 1898, död 5 september 1984, var en dansk författare.
Bruun-Rasmussen blev juris kandidat 1924 och verkade som konsulent vid olika företag, från 1929 vid Nyt Nordisk Forlag och som redaktör, från 1938 för Politiet. Tidsskrift for Politivæsen. Han utgav diktsamlingar som Digte (1920), Smaa Lygter (1920), Den rolige Glæde (1921), Kentaur (1926), Dagsrejse (1929), Gaden og Mennesket (1930) och Morgendrømme (1933). Därtill en del personligt hållna prosaböcker. Tillsammans med E. Hoeck skrev han Politikunskab (1946).